# Ludwik Czaykowski
Ludwik Czaykowski (ur. w 1895 w Sokołowie, zm. w 1961 w Krakowie) - malarz polski. Malował pejzaże, portrety, kwiaty, sceny figuralne, najczęściej techniką olejną, kredką i pastelem.
Ludwik Czaykowski w 1928 r. ukończył studia artystyczne w École des Beaux-Arts w Paryżu. Był pedagogiem w Académie Colarossi. We Francji swoje obrazy wystawiał w Salonie Niezależnych w roku 1930, 1931 i 1932, a także w Salonie Jesiennym w 1937 r. Po II wojnie światowej przeniósł się do Polski i zamieszkał w Krakowie. Należał do Związku Polskich Artystów Plastyków i do grupy Krąg, z której członkami prezentował swoje dzieła. Również swoje obrazy pokazywał na wystawach Towarzystwa Przyjaciół Sztuk Pięknych w Krakowie. 
W latach 1951–56 wykonał polichromię figuralną i ornamentalną w kościele pw. Wszystkich Świętych w Chorzelowie, obecnie sanktuarium maryjnym.

## Znane dzieła
- Miasto na wzgórzu
- Portret pani z psem (ok. 1930)
- Gitarzysta (1959)
- Pejzaż paryski
- Na spacerze
- Nike hiszpańska